# Bateria Forst
Bateria Forst (w polskiej literaturze określana też jako Bateria Leśna) – jedna z dwóch, wybudowanych na początku XX w., świnoujskich baterii nadbrzeżnych przeznaczonych do zwalczania silnie opancerzonych okrętów przeciwnika.  
Bateria położona jest w prawobrzeżnej części  Świnoujścia, na wyspie Wolin, ok. 500 m na południe od brzegu morskiego i ok. 1000 m na wschód od Świny. W czasach budowy bateria była otoczona zwartymi kompleksami leśnymi (stąd jej nazwa). Obecnie duże połacie terenu zostały wykarczowane – głównie z powodu pobliskiej budowy gazoportu.  
Bateria została wybudowana latach 1908–1910. Bateria wyposażona była w 6 moździerzy kalibru 210 mm. Lufy moździerzy wykonane były ze spiżu i osadzone na stałych lawetach nadbrzeżnych (21 cm Br.Kst.Mrs.). Zasięg ognia wynosił do 4200 m (przy strzelaniu pociskami ciężkimi) lub 6200 m (przy strzelaniu pociskami lekkimi).   
Liniowo usytuowane stanowiska ogniowe osłonięte były od strony północnej wałem ziemnym i rozdzielone wybudowanymi naprzemiennie czterema schronami załogi i trzema ciężkimi schronami amunicyjnymi. Te ostatnie posiadały mury o grubości około 2,5 metra wykonane z niezbrojonego betonu. W pobliżu znajdowało się stanowisko dowodzenia, schrony mieszkalne artylerzystów oraz obiekty pomocnicze.  
Bateria nie posiadała własnego stanowiska obserwacyjnego do prowadzenia ognia (dalmierza). Korzystano z informacji przekazywanych przez nabrzeżne stanowiska obserwacyjne położone bliżej brzegu morskiego: Haupstand, Nebenstand Ost i Kustenricht-kreisstand Ost.  
Bateria była w użytkowaniu tylko do roku 1919, po czym ją rozbrojono. Bateria nie przechodziła późniejszych modyfikacji.    
Stan zachowania obiektu określany jest jako bardzo dobry, lecz dostęp do niego jest utrudniony ze względu na sąsiedztwo gazoportu.   